# 8-ма флотилія ескадрених міноносців Крігсмаріне
8-ма флотилія ескадрених міноносців Крігсмаріне «Нарвік» (нім. 8. Zerstörer-Flottille "Narvik") — з'єднання, флотилія ескадрених міноносців військово-морських сил Третього Рейху за часи Другої світової війни.

## Історія
8-ма флотилія ескадрених міноносців була створена у Везермюнде 1 грудня 1940 року. За рішення керівництва Крігсмаріне усі нові есмінці типу 36 А об'єднали в одну флотилію. З першими двома есмінцями Z23 і Z24, готовими до використання, флотилія перейшла до Норвегії в березні 1941 року. Потім два есмінці супроводжували крейсер «Адмірал Гіппер», а згодом «Адмірал Шеєр» до Німеччини. У квітні 1941 року два есмінці повернулися до Німеччини. Z23 брав участь у прориві лінкора «Бісмарк» і крейсера «Принц Ойген» до Норвегії в середині травня. На початку червня 1941 року Z23 і Z24 та інші есмінці супроводжували важкий крейсер «Лютцов» до Норвегії. Після того як крейсер був пошкоджений під час авіанальоту, кораблі флотилії повернулися до Німеччини. Пізніше Z23 і Z24 передислокувалися до Бреста у Франції, де вони перейшли в підпорядкування 5-ї флотилії есмінців. У листопаді 1941 року два есмінці повернулися до складу флотилії.
У середині червня 1941 року до складу флотилії увійшов Z25, у вересні — Z26, у листопаді — Z27, у січні 1942 року — Z29, у березні — Z30 та у квітні 1942 року — Z28. Зоною дій флотилії визначалися Північне море та арктичні води Норвегії. Z26 був першим кораблем флотилії, який був втрачений 29 березня 1942 року в ході операції проти конвою PQ 13 у Норвезькому морі під час його першого патрулювання.
У липні 1942 року флотилія брала участь в операції «Рессельшпрунг», атаці німецьких важких військово-морських сил на конвой PQ 17. У 1943 році до складу флотилії був зарахований есмінець ZH1, а також есмінці Z32 і Z37. У жовтні й листопаді 1943 року флотилія перейшла до Франції в Біскайську затоку (за винятком пошкодженого есмінця Z28, який залишався на ремонті на верфі в Балтійському морі). 28 грудня 1943 року під час спроби флотилії супроводити проривач блокади «Альстеруфер» через Біскайську затоку Z27 загинув у бою з британськими крейсерами. У ході вторгнення союзників з червня 1944 р. були втрачені інші човни флотилії. Першим під удар потрапив ZH1.
Більшість есмінців флотилії була або знищена, або пошкоджена в результаті вторгнення союзників до Франції. Унаслідок цього у строю залишився тільки Z28, який все ще перебував у Балтійському морі та був підпорядкований 4-й флотилії міноносців. 30 серпня 1944 року 8-ма флотилія міноносців припинила своє існування.
4 листопада 1944 року в Свінемюнде була створена 8-ма флотилія есмінців другого формування. Тепер до складу флотилії входили Z25, Z28, Z29 і Z30, причому Z30 знаходився на верфі в Осло. Районом дії флотилії було Норвезьке узбережжя і Балтійське море. У 1945 році її кораблі використовували для супроводу та бомбардування узбережжя. 4 січня 1945 року Z29 відправився на верф у Везермюнде і більше не експлуатувався до кінця війни. 6 березня 1945 року Z28 був затоплений під час бомбардування Засніц-Ріде. Z30, що був на ремонті в Осло, більше не діяв до кінця війни, тому останній човен у флотилії, Z25, використовувався для евакуації біженців на захід у квітні та травні 1945 року.